# Navasota (Teksas)
Navasota – miasto w Stanach Zjednoczonych, w stanie Teksas, w hrabstwie Grimes.

## Demografia
Według przeprowadzonego przez United States Census Bureau spisu powszechnego w 2010 miasto liczyło 7 049 mieszkańców, co oznacza wzrost o 3,8% w porównaniu do roku 2000. Natomiast skład etniczny w mieście wyglądał następująco: Biali 52,4%, Afroamerykanie 30,6%, Azjaci 0,4%, pozostali 16,6%. Kobiety stanowiły 53,4% populacji.